# Sophie Rundle
Sophie Rundle (ur. 21 kwietnia 1988 w High Wycombe) – angielska aktorka i producentka. Odtwórczyni roli Ady Shelby (Thorne) w serialu Peaky Blinders.

## Filmografia

### Filmy
(opracowano na podstawie materiału źródłowego)
- 2007: Small Town Folk jako Heather
- 2012: Wielkie nadzieje jako Clara
- 2014: Twarz anioła jako Hannah
- 2015: Wizyta inspektora jako Eva
- 2019: Ani śladu Elizabeth jako Sukey
- 2020: Rose: Opowieść o miłości jako Rose
- 2020: Niebo o północy jako Jean

### Seriale
(opracowano na podstawie materiału źródłowego)
- 2011: Garrow's Law jako Miss Casson
- 2012: Titanic jako Roberta Maioni
- 2012: Przygody Merlina jako Sefa
- 2012–2014: W kręgu zbrodni jako Lucy
- 2012–2014: Odcinki jako Labia
- 2013: Shetland jako Sophie
- 2013: Talking to the Dead jako Fiona Griffiths
- 2013–2022: Peaky Blinders jako Ada Shelby (Thorne)
- 2014: Z pamiętnika położnej jako Pamela Saint
- 2014: Happy Valley jako Kirsten McAskill
- 2015: Not Safe for Work jako Jenny
- 2015–2016: Dickensiada jako Honoria Barbary
- 2016: Brief Encounters jako Steph
- 2016: Bodyguard jako Vicky Budd
- 2017–2019: Jamestown jako Alice Sharrow
- 2019: Urban Myths jako księżna Diana
- 2019–2022: Gentleman Jack jako Ann Walker
- 2020: The Nest jako Emily
- 2023: Dyplomatka jako Laura Simmonds